# ドナート
ドナート（伊: Donato）は、イタリア共和国ピエモンテ州ビエッラ県にある、人口約700人の基礎自治体（コムーネ）。

## 地理

### 位置・広がり
| 隣接するコムーネは以下の通り。括弧内のTOはトリノ県所属を示す。 - アンドラーテ (TO) - キアヴェラーノ (TO) - グラーリア - モングランド - ネトロ - サーラ・ビエッレーゼ - セッティモ・ヴィットーネ (TO) |